# Volley Millenium Brescia 2019-2020
Questa voce raccoglie le informazioni riguardanti la Volley Millenium Brescia nelle competizioni ufficiali della stagione 2019-2020.

## Stagione
La stagione 2019-20 è per la Volley Millenium Brescia, con la denominazione sponsorizzata di Banca Valsabbina Millenium Brescia, la seconda consecutiva in Serie A1. Viene confermato l'allenatore Enrico Mazzola, mentre la rosa è completamente stravolta, con le uniche due conferme di Jessica Rivero e Francesca Parlangeli: tra i nuovi acquisti quelli di Camilla Mingardi, María Segura e Symone Speech e tra le cessioni quelle di Isabella Di Iulio, Anna Nicoletti e Haleigh Washington.
Nelle prime cinque giornate di campionato, la Millenium Brescia coglie quattro successi, a cui seguono sette sconfitte consecutive, per ritornare al successo all'ultima giornata del girone di andata, chiuso al dodicesimo posto, non utile per qualificarsi alla Coppa Italia. Il girone di ritorno si apre con la gara vinta contro la VolAlto Caserta, per poi perdere le successive due partire e vincere alla diciassettima giornata ai danni del Cuneo Granda; dopo tre sconfitte consecutive, il campionato viene prima sospeso e poi definitivamente interrotto a causa del diffondersi in Italia della pandemia di COVID-19: al momento dell'interruzione la squadra stazionava all'undicesimo posto in classifica.

## Organigramma societario
Area direttiva
- Presidente: Roberto Catania

Area tecnica
- Allenatore: Enrico Mazzola
- Allenatore in seconda: Marco Zanelli
- Assistente allenatore: Andrea Carasi
- Scout man: Alessandro Bianciardi

## Rosa
| N° | Nome                 | Ruolo | Data di nascita   | Nazionalità sportiva |
| -- | -------------------- | ----- | ----------------- | -------------------- |
| 1  | Alice Degradi        | S     | 10 aprile 1996    | Italia               |
| 2  | Veronica Jones       | S     | 20 gennaio 1997   | Stati Uniti          |
| 3  | Marta Bechis         | P     | 4 settembre 1989  | Italia               |
| 4  | Jessica Rivero       | S     | 15 marzo 1995     | Spagna               |
| 6  | Kelsey Veltman       | C     | 2 aprile 1996     | Canada               |
| 7  | Symone Speech        | C     | 29 maggio 1997    | Stati Uniti          |
| 8  | Laura Saccomani      | S     | 8 ottobre 1991    | Italia               |
| 9  | Camilla Mingardi     | S/O   | 19 ottobre 1997   | Italia               |
| 10 | Francesca Parlangeli | L     | 23 febbraio 1990  | Italia               |
| 11 | Ulrike Bridi         | P     | 24 luglio 1998    | Italia               |
| 12 | Federica Biganzoli   | S     | 5 novembre 1987   | Italia               |
| 13 | Monica Mazzoleni     | C     | 10 dicembre 1997  | Italia               |
| 14 | Valeria Caracuta     | P     | 14 dicembre 1987  | Italia               |
| 16 | María Segura         | S/O   | 10 giugno 1992    | Spagna               |
| 17 | Marianna Fiocco      | C     | 1º settembre 1994 | Italia               |

## Mercato
| Acquisti | Acquisti           | Acquisti            | Acquisti   |
| R.       | Nome               | da                  | Modalità   |
| -------- | ------------------ | ------------------- | ---------- |
| P        | Marta Bechis       | VolAlto Caserta     | definitivo |
| S        | Federica Biganzoli | Mondovì             | definitivo |
| P        | Ulrike Bridi       | Bedizzole           | definitivo |
| P        | Valeria Caracuta   | Savino Del Bene     | definitivo |
| S        | Alice Degradi      | San Casciano        | definitivo |
| C        | Marianna Fiocco    | Montecchio Maggiore | definitivo |
| S        | Veronica Jones     | Brigham Young       | definitivo |
| C        | Monica Mazzoleni   | Pisogne             | definitivo |
| S/O      | Camilla Mingardi   | Bergamo             | definitivo |
| S        | Laura Saccomani    | Group Roma          | definitivo |
| S/O      | María Segura       | Dresdner            | definitivo |
| C        | Symone Speech      | Georgetown          | definitivo |
| C        | Kelsey Veltman     | Trinity Western     | definitivo |

| Cessioni | Cessioni             | Cessioni       | Cessioni   |
| R.       | Nome                 | a              | Modalità   |
| -------- | -------------------- | -------------- | ---------- |
| C        | Francesca Baccolo    | Bedizzole      | definitivo |
| O        | Giulia Bartesaghi    | Due Principati | definitivo |
| S        | Giulia Biava         | -              | ritirata   |
| P        | Isabella Di Iulio    | Pro Victoria   | definitivo |
| P        | Valeria Caracuta     | ŁKS            | definitivo |
| S        | Veronica Jones       | Radomka        | definitivo |
| P        | Miriana Manig        | Perugia        | definitivo |
| C        | Julija Minjuk        | Kangasala      | definitivo |
| O        | Anna Nicoletti       | Filottrano     | definitivo |
| L        | Maria Chiara Norgini | Due Principati | definitivo |
| S/O      | Judith Pietersen     | -              | ritirata   |
| C        | Tiziana Veglia       | Casalmaggiore  | definitivo |
| S        | Francesca Villani    | UYBA           | definitivo |
| C        | Haleigh Washington   | UYBA           | definitivo |

## Risultati

### Serie A1

#### Girone di andata
| 1ª giornata - 13 ottobre 2019 PalaGeorge, Montichiari             | Millenium Brescia     | 3 - 1 | VolAlto Caserta   | 25-21, 26-28, 26-24, 25-17        |
| 2ª giornata - 20 ottobre 2019 PalaTerdoppio, Novara               | AGIL                  | 2 - 3 | Millenium Brescia | 22-25, 25-22, 23-25, 30-28, 13-15 |
| 3ª giornata - 27 ottobre 2019 PalaPiantanida, Busto Arsizio       | UYBA                  | 3 - 1 | Millenium Brescia | 28-30, 25-21, 25-18, 25-16        |
| 4ª giornata - 31 ottobre 2019 PalaGeorge, Montichiari             | Millenium Brescia     | 3 - 0 | Cuneo Granda      | 25-18, 27-25, 25-23               |
| 5ª giornata - 3 novembre 2019 Nelson Mandela Forum, Firenze       | San Casciano          | 0 - 3 | Millenium Brescia | 23-25, 22-25, 20-25               |
| 6ª giornata - 9 novembre 2019 PalaGeorge, Montichiari             | Millenium Brescia     | 1 - 3 | Casalmaggiore     | 27-25, 20-25, 19-25, 24-26        |
| 7ª giornata - 16 novembre 2019 PalaEvangelisti, Perugia           | Wealth Planet Perugia | 3 - 0 | Millenium Brescia | 25-22, 25-22, 25-23               |
| 8ª giornata - 24 novembre 2019 PalaGeorge, Montichiari            | Millenium Brescia     | 1 - 3 | Filottrano        | 25-23, 21-25, 16-25, 22-25        |
| 9ª giornata - 1º dicembre 2019 Palazzetto dello Sport, Monza      | Pro Victoria          | 3 - 1 | Millenium Brescia | 25-27, 25-23, 25-17, 25-20        |
| 10ª giornata - 16 ottobre 2019 PalaGeorge, Montichiari            | Millenium Brescia     | 0 - 3 | Imoco             | 17-25, 15-25, 14-25               |
| 11ª giornata - 14 dicembre 2019 Palazzetto dello sport, Bergamo   | Bergamo               | 3 - 1 | Millenium Brescia | 21-25, 25-23, 25-17, 25-13        |
| 12ª giornata - 22 dicembre 2019 Palazzetto dello Sport, Scandicci | Savino Del Bene       | 3 - 0 | Millenium Brescia | 25-19, 25-21, 25-16               |
| 13ª giornata - 26 dicembre 2019 PalaGeorge, Montichiari           | Millenium Brescia     | 3 - 2 | Chieri '76        | 12-25, 25-18, 24-26, 25-23, 15-9  |

#### Girone di ritorno
| 14ª giornata - 15 gennaio 2020 PalaVignola, Caserta     | VolAlto Caserta   | 0 - 3 | Millenium Brescia     | 22-25, 8-25, 19-25                |
| 15ª giornata - 18 gennaio 2020 PalaGeorge, Montichiari  | Millenium Brescia | 0 - 3 | AGIL                  | 19-25, 22-25, 21-25               |
| 16ª giornata - 26 gennaio 2020 PalaGeorge, Montichiari  | Millenium Brescia | 0 - 3 | UYBA                  | 19-25, 19-25, 20-25               |
| 17ª giornata - 9 febbraio 2020 PalaCastagnaretta, Cuneo | Cuneo Granda      | 2 - 3 | Millenium Brescia     | 25-15, 25-23, 24-26, 18-25, 10-15 |
| 18ª giornata - 12 febbraio 2020 PalaGeorge, Montichiari | Millenium Brescia | 3 - 1 | San Casciano          | 25-16, 17-25, 26-24, 25-21        |
| 19ª giornata - 16 febbraio 2020 PalaRadi, Casalmaggiore | Casalmaggiore     | 3 - 1 | Millenium Brescia     | 25-22, 20-25, 25-16, 25-18        |
| 20ª giornata - 23 febbraio 2020 PalaGeorge, Montichiari | Millenium Brescia | -     | Wealth Planet Perugia | annullata                         |
| 21ª giornata - 1º aprile 2020 PalaTriccoli, Jesi        | Filottrano        | -     | Millenium Brescia     | annullata                         |
| 22ª giornata - 4 aprile 2020 PalaGeorge, Montichiari    | Millenium Brescia | -     | Pro Victoria          | annullata                         |
| 23ª giornata - 7 marzo 2020 PalaVerde, Villorba         | Imoco             | 3 - 0 | Millenium Brescia     | 25-12, 25-17, 25-14               |
| 24ª giornata - 15 marzo 2020 PalaGeorge, Montichiari    | Millenium Brescia | -     | Bergamo               | annullata                         |
| 25ª giornata - 22 marzo 2020 PalaGeorge, Montichiari    | Millenium Brescia | -     | Savino Del Bene       | annullata                         |
| 26ª giornata - 28 marzo 2020 PalaMaddalene, Chieri      | Chieri '76        | -     | Millenium Brescia     | annullata                         |

## Statistiche

### Statistiche di squadra
| Competizione | Punti | In casa | In casa | In casa | In trasferta | In trasferta | In trasferta | Totale | Totale | Totale |
| Competizione | Punti | G       | V       | P       | G            | V            | P            | G      | V      | P      |
| ------------ | ----- | ------- | ------- | ------- | ------------ | ------------ | ------------ | ------ | ------ | ------ |
| Serie A1     | 21    | 9       | 4       | 5       | 11           | 4            | 7            | 20     | 8      | 12     |
| Totale       | -     | 9       | 4       | 5       | 11           | 4            | 7            | 20     | 8      | 12     |

G = partite giocate; V = partite vinte; P = partite perse

### Statistiche dei giocatori
| Giocatore     | Serie A1 | Serie A1 | Serie A1 | Serie A1 | Serie A1 | Totale | Totale | Totale | Totale | Totale |
| Giocatore     | P        | PT       | AV       | MV       | BV       | P      | PT     | AV     | MV     | BV     |
| ------------- | -------- | -------- | -------- | -------- | -------- | ------ | ------ | ------ | ------ | ------ |
| M. Bechis     | 7        | 8        | 7        | 1        | 0        | 7      | 8      | 7      | 1      | 0      |
| F. Biganzoli  | 20       | 3        | 1        | 0        | 2        | 20     | 3      | 1      | 0      | 2      |
| U. Bridi      | 12       | 1        | 1        | 0        | 0        | 12     | 1      | 1      | 0      | 0      |
| V. Caracuta   | 13       | 16       | 8        | 5        | 3        | 13     | 16     | 8      | 5      | 3      |
| A. Degradi    | 7        | 57       | 50       | 3        | 4        | 7      | 57     | 50     | 3      | 4      |
| M. Fiocco     | 2        | 1        | 0        | 1        | 0        | 2      | 1      | 0      | 1      | 0      |
| V. Jones      | 12       | 66       | 54       | 8        | 4        | 12     | 66     | 54     | 8      | 4      |
| M. Mazzoleni  | 12       | 17       | 12       | 4        | 1        | 12     | 17     | 12     | 4      | 1      |
| C. Mingardi   | 20       | 405      | 359      | 23       | 23       | 20     | 405    | 359    | 23     | 23     |
| F. Parlangeli | 19       | 0        | 0        | 0        | 0        | 19     | 0      | 0      | 0      | 0      |
| J. Rivero     | 17       | 145      | 120      | 4        | 21       | 17     | 145    | 120    | 4      | 21     |
| L. Saccomani  | 15       | 1        | 0        | 1        | 0        | 15     | 1      | 0      | 1      | 0      |
| M. Segura     | 20       | 148      | 114      | 18       | 16       | 20     | 148    | 114    | 18     | 16     |
| S. Speech     | 20       | 129      | 105      | 19       | 5        | 20     | 129    | 105    | 19     | 5      |
| K. Veltman    | 19       | 142      | 103      | 30       | 9        | 19     | 142    | 103    | 30     | 9      |

P = presenze; PT = punti totali; AV = attacchi vincenti; MV = muri vincenti; BV = battute vincenti